# بویان شارانوف
بویان شارانوف (صربی: Bojan Šaranov؛ زادهٔ ۲۲ اکتبر ۱۹۸۷) بازیکن فوتبال اهل صربستان است.
از باشگاه‌هایی که در آن بازی کرده‌است می‌توان به باشگاه فوتبال مکابی حیفا، باشگاه فوتبال بئوگراد، و باشگاه فوتبال پارتیزان اشاره کرد.
وی همچنین در تیم‌های ملی فوتبال زیر ۲۱ سال صربستان و صربستان بازی کرده‌است.